# شربني
شربني هي قرية في مقاطعة أنيني نوي في مولدوفا.